# Ragga jungle
El Ragga jungle es un tipo de música que surgió en torno a 1989-1990 en Gran Bretaña, cuyos pioneros son los productores Rebel MC (del sello Congo Natty), Leenie De Ice y Ragga Twins.

## Historia
Se trata de un estilo que puso en común la embrionaria escena jungle, todavía inmersa en el hardcore, con la cultura del sound system imperante durante los años 80 en Inglaterra, especialmente en Londres. Los tres principales sound systems entre 1985 y 1990 eran Saxon, Unity y Sir Coxon, de los cuales provenían un buen número de productores de ragga jungle y jungle. La escena dancehall aportó no solo los músicos, sino también importantes elementos musicales, como las profundas líneas de bajo, la forma de cantar de los MCs heredera de la tradición del singjaying (más propia del ragga que del hip hop) o un buen número de samplers de sonoridad reggae. El jungle, a su vez, se manifestaba en los breaks acelerados al doble de velocidad que el bajo, así como en el entorno en el que se desarró y triunfó este estilo, las raves.
Es interesante como al calor de este nuevo estilo, numerosos músicos, tanto veteranos como jóvenes, de la escena estrictamente reggae y dancehall se incorporaron a este nuevo sonido destinado no al sound system jamaicano tradicional, sino al nuevo fenómeno de las fiestas ilegales que entre finales de los 80 y principios de los 90 se extendieron como una mancha de aceite por toda Gran Bretaña. Esta participación de músicos jamaicanos se explica por la presencia dominante de samplers de artistas ragga, lo que llevó a esos mismos artistas sampleados a participar directamente en la producción. Formaron parte de esta ola jungle integrada por músicos dancehall Beenie Man, General Levy, Capleton, Buju Banton o Asher Senator, entre otros. Sellos discográficos clásicos de dancehall en los años 80 también empezaron a publicar material ragga jungle y jungle en los 90, como Fashion o Greensleeves.
A partir de 1995, la popularidad del ragga jungle decreció, en buena medida como consecuencia de la aparición de nuevos estilos del jungle, así como por la mala imagen que fue adquiriendo esta escena, cada vez más asociada al crimen y a los rude boys.

## Músicos significativos
- Rebel MC
- Top Buzz
- Shy FX
- Tester
- Trilogy Sound
- T.Kay
- Más Y Menos
- Mad Dem Sound
- Remarc
- Deos
- Human?
- Ragga Twins
- Dub Liner
- RCola
- Jack Murda
- JBostron
- Archangel
- Shut Up and Dance